# Notre-Dame des Cyclistes

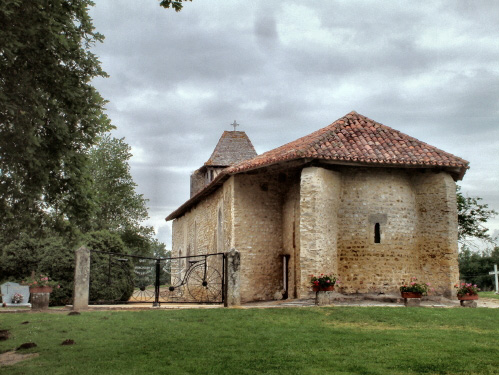
Außenansicht der Kapelle

Die römisch-katholische Kapelle Notre-Dame des Cyclistes steht bei Labastide-d’Armagnac im französischen Département Landes. Sie gilt als nationale Wallfahrtskirche für Radfahrer.

## Geschichte
Die Ende des 11. Jahrhunderts an der Stelle einer galloromanischen Villa rustica errichtete romanische Kapelle steht etwa zwei Kilometer südöstlich von Labastide-d’Armagnac beim Weiler Géou. Sie ist der Überrest einer ehemaligen Burg des Templerordens. 1270 wurde sie mit dem Patrozinium Saint-Clair Pfarrkirche. Die Burg selbst wurde im Hundertjährigen Krieg 1355 durch Edward of Woodstock, auch bekannt als der Schwarze Prinz, zerstört.
Die Idee zur Einrichtung einer Radfahrer-Kapelle kam Abbé Massie, dem örtlichen Priester und geübten Radfahrer, als er 1958 kurzfristig eine Messe in der sonst nicht genutzten Kapelle hielt. Mit Unterstützung des Bischofs von Aire und Dax erreichte er die Genehmigung von Papst Johannes XXIII. zur Widmung der Kapelle als Wallfahrtskirche für Radfahrer; eingeweiht wurde sie 1959. Das Patrozinium Mariä Heimsuchung soll auf eine Predigt von Pierre-Marie Théas, Bischof von Tarbes und Lourdes, zurückgehen, der anlässlich einer Messe für die Fahrer der Tour de France 1948 sagte, dass auch Maria sich des Fahrrads bedient hätte, um ihre Verwandte Elisabet zu besuchen, hätte es zu ihrer Zeit existiert. Die Kapelle wurde 1996 zum Monument historique erklärt.

## Ausstattung

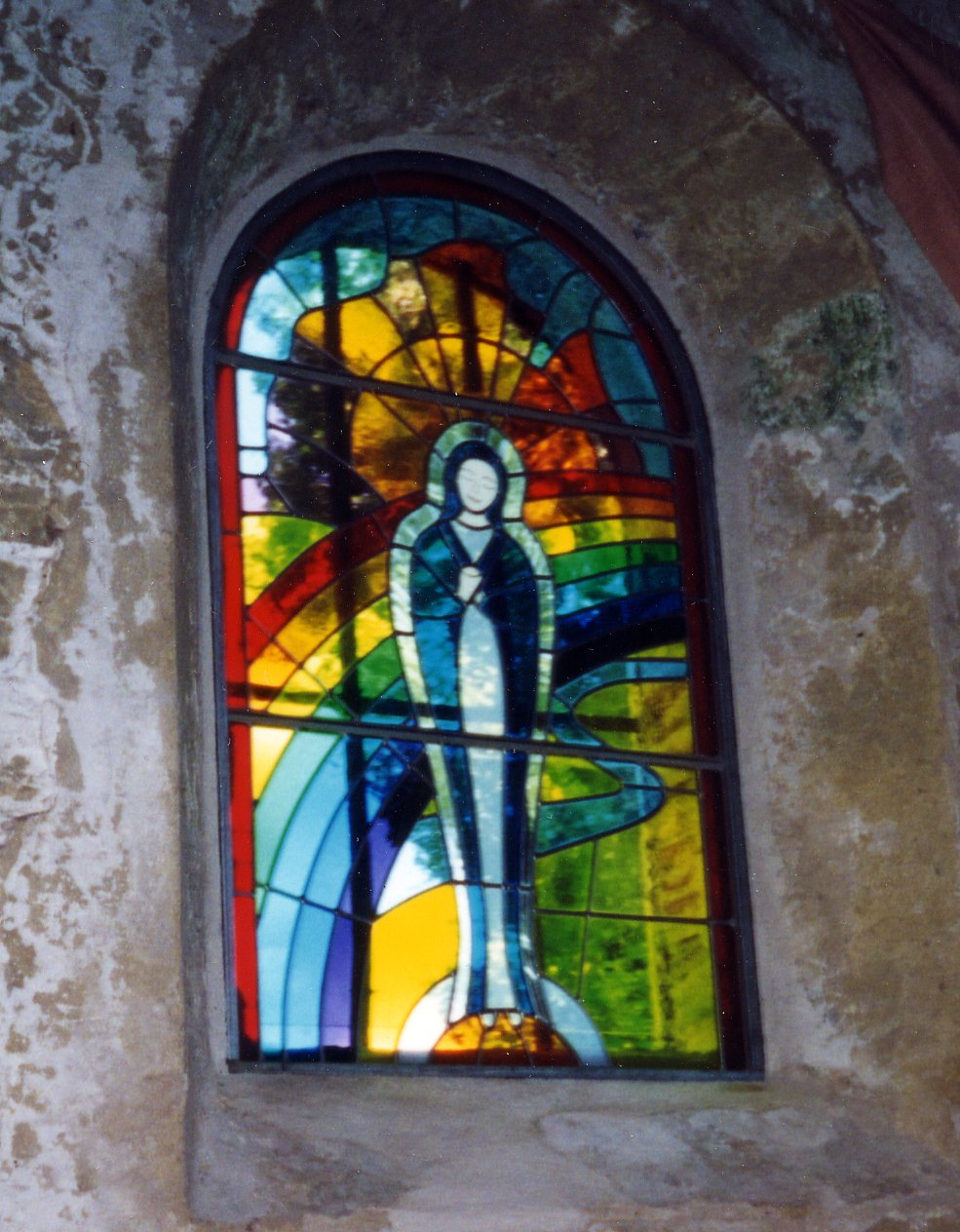
Bleiglasfenster der Kapelle

Der Zugang zur Kapelle hat ein schmiedeeisernes Tor in Form zweier Hochräder. Vor der Kapelle steht eine Marienstatue mit Ehrentafeln für Luis Ocaña (siehe unten) und André Darrigade, Straßenweltmeister 1959, der aus der Region stammt.
An den Wänden im Inneren der Kapelle hängen hunderte Fahrradtrikots, die ihr Radsportler aus aller Welt stifteten, darunter mehrere originale Gelbe Trikots der Tour de France. Im Vorraum sind historische Fahrräder ausgestellt, die die Kapelle zugleich zu einem Fahrradmuseum machen.
Neben einem Marienbildnis sind die Bleiglasfenster bekannten Fotos der Tour-de-France-Geschichte nachempfunden: die Rivalen Fausto Coppi und Gino Bartali, die sich bei der Tour 1952 eine Trinkflasche teilen, das Duell zwischen Raymond Poulidor und Jacques Anquetil auf dem Puy de Dôme während der Tour 1964, oder ein Priester, der Henri Anglade während der Tour 1958 eine Erfrischung reicht. Anglade war es auch, der die Glasfenster selbst anfertigte. Ein weiteres Fenster zeigt Luis Ocaña während der für ihn siegreichen Tour de France 1973.

## Bedeutung im Radsport

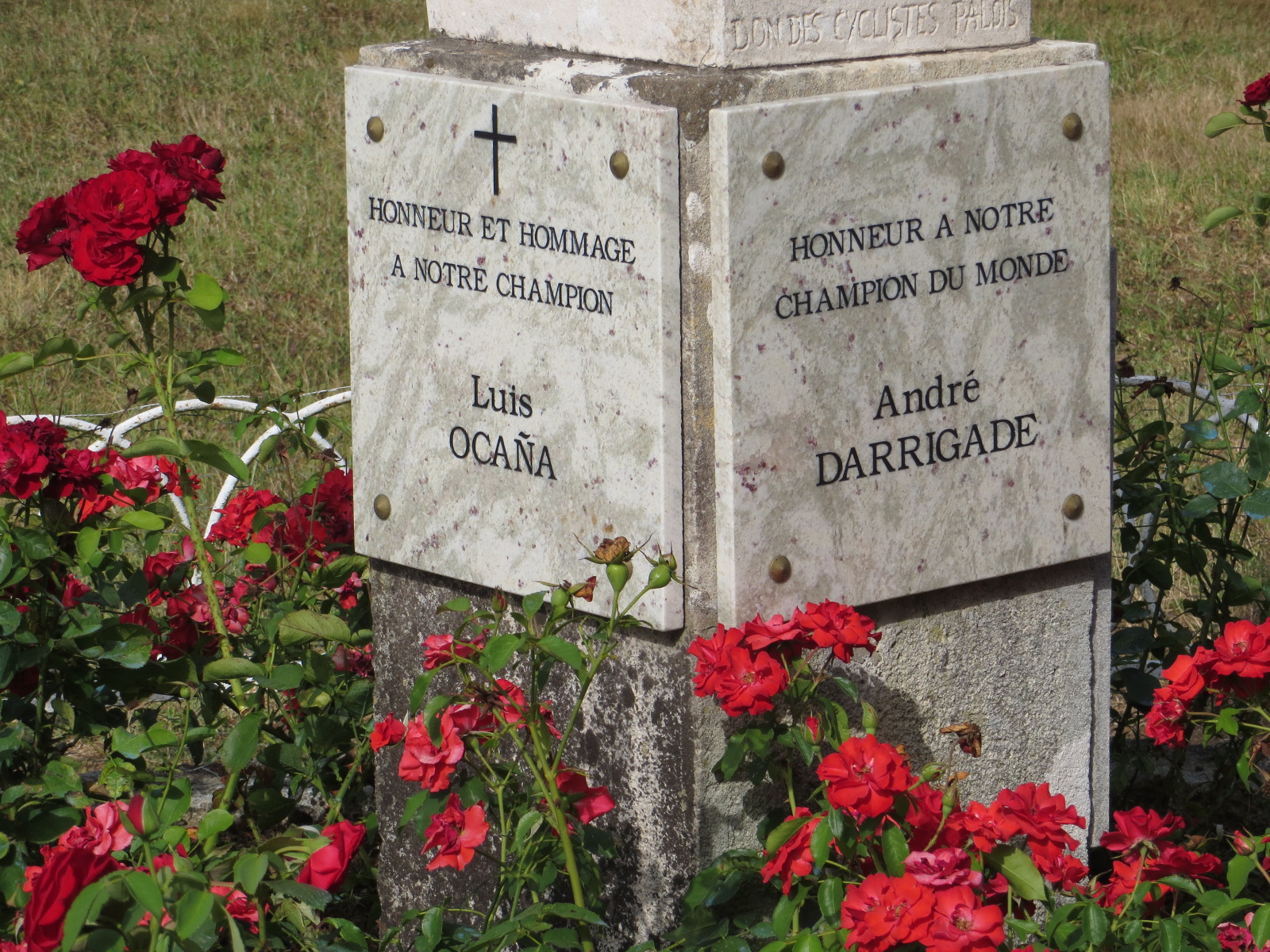
Ehrentafeln für Luis Ocaña und André Darrigade am Fuß der Marienstatue

Neben einer Bedeutung für regionale Ereignisse wurde die Kapelle sechsmal von der Tour de France aufgesucht.
- 1984 auf der 10. Etappe von Langon nach Pau, zum 25-jährigen Jubiläum der Widmung
- 1989 war die Kapelle Ausgangsort der 8. Etappe nach Pau
- 1995 auf der 17. Etappe von Pau nach Bordeaux zu Ehren von Luis Ocaña
- 2000 auf der 9. Etappe von Agen nach Dax zu Ehren des Abbé Massie
- 2017 auf der 11. Etappe von Eymet nach Pau
- 2023 auf der 4. Etappe von Dax nach Nogaro

Luis Ocaña, Sieger der Tour de France 1973, hatte sich in der Region Armagnac niedergelassen und pflegte eine besondere Beziehung zu der Kapelle. Er heiratete dort, und die Trauerfeier nach seinem frühzeitigen Tod 1994 fand dort statt.

## Ähnliche Kirchen
Als italienisches Pendant und Vorbild für Notre-Dame des Cyclistes gilt die Wallfahrtskirche Madonna del Ghisallo, die regelmäßig vom Giro d’Italia und der Lombardei-Rundfahrt passiert wird. Die Kapelle von Dorleta bei Leintz-Gatzaga im Baskenland ist die spanische Entsprechung. Die beiden wurden ebenso wie Notre-Dame des Cyclistes jeweils vom Papst zu nationalen Schutzheiligtümern für Radfahrer bzw. Radsportler erklärt.
Im Département Landes gibt es noch zwei weitere dem Sport gewidmete Kapellen. Es handelt sich um Notre-Dame-du-Rugby bei Larrivière-Saint-Savin sowie Notre-Dame de la Course Landaise bei Bascons. Letztere widmet sich dem traditionellen Ereignis Course Landaise.